# Andries Pels (1631-1681)

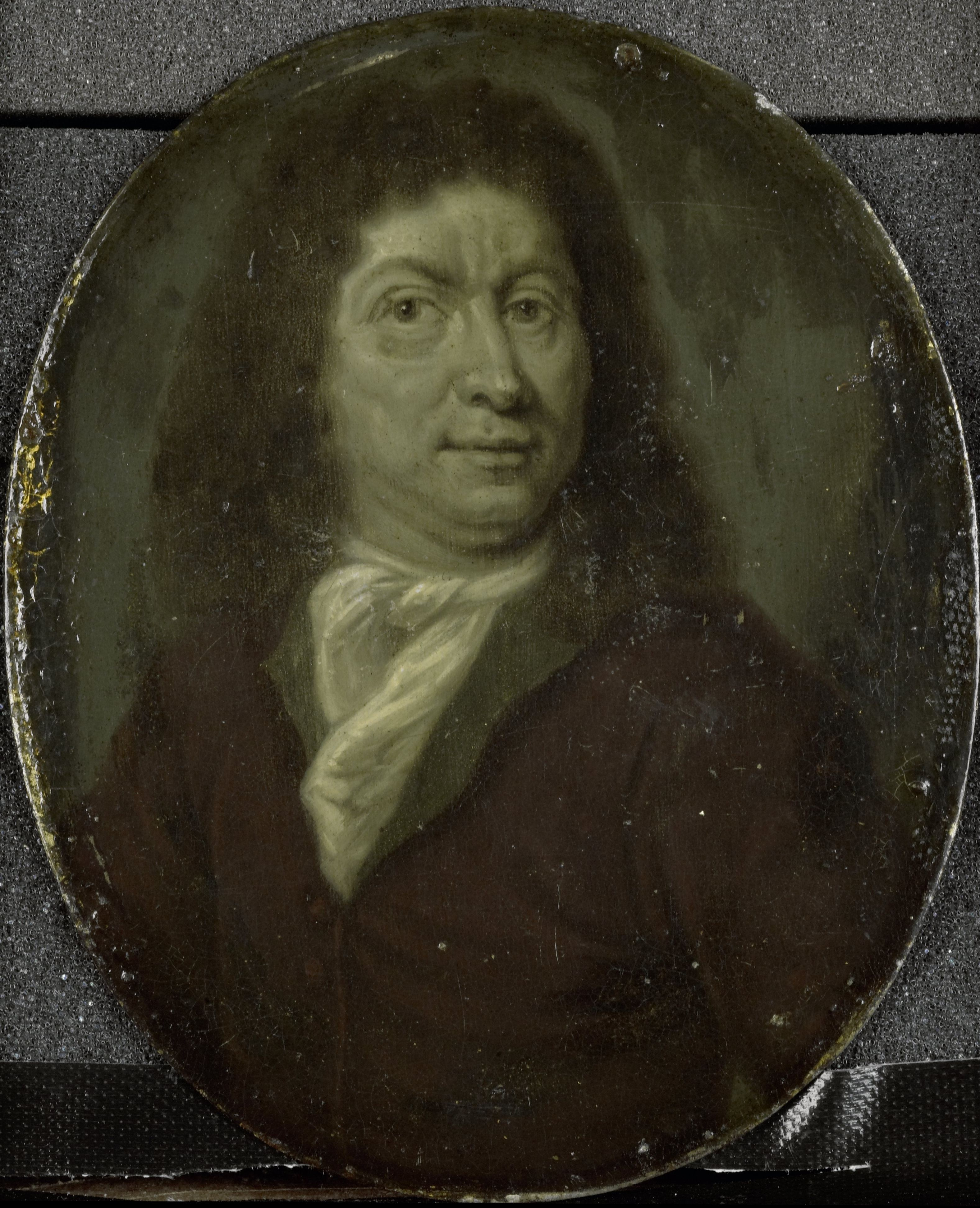
Portret van Andries Pels door Arnoud van Halen

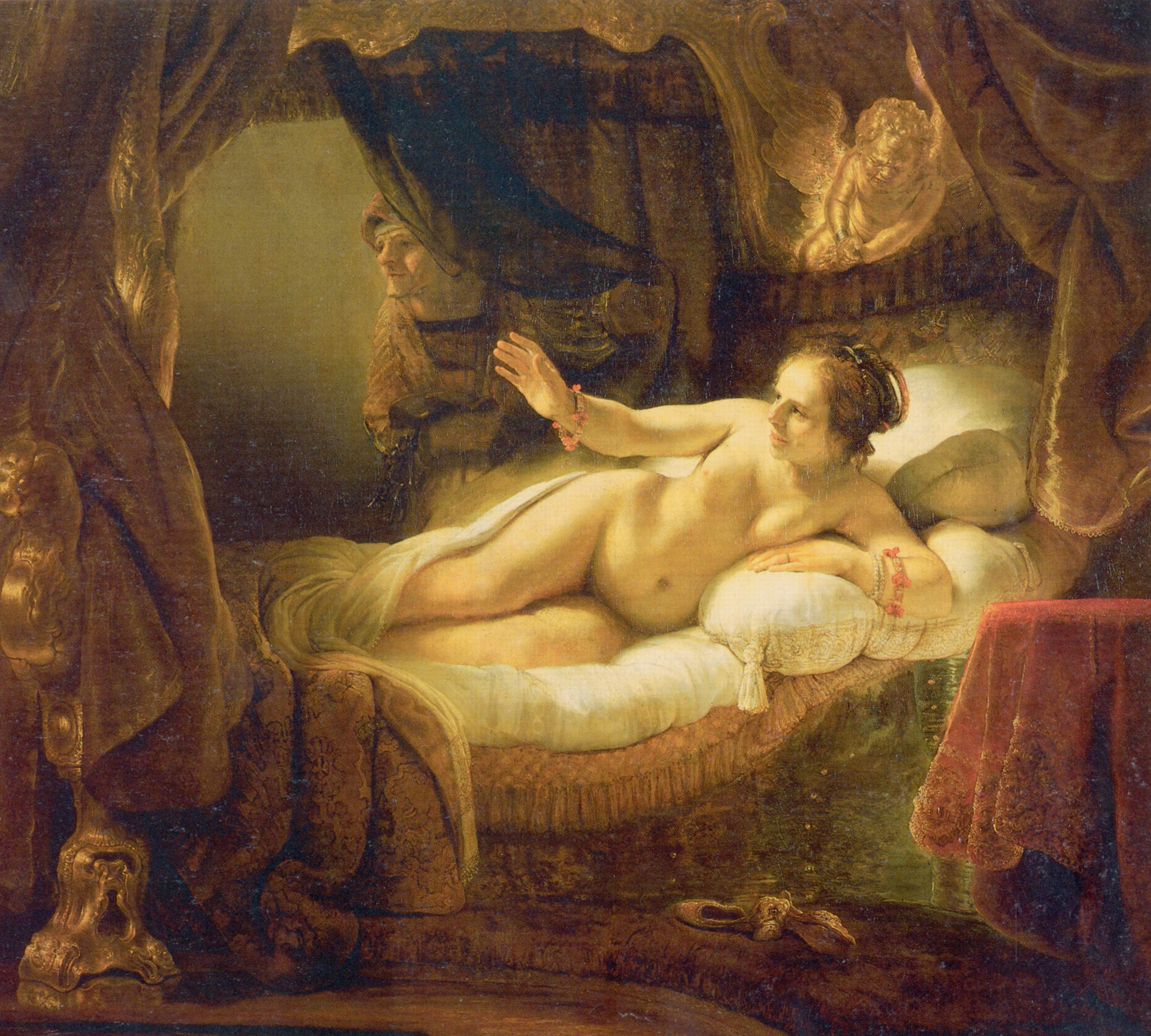
Danae (185 × 203 cm), 1636. Andries Pels had veel kritiek op dit schilderij, evenals een gestoorde bezoeker in de Hermitage, die in 1985 het schilderij te lijf ging met zwavelzuur, vooral bij de benen. Het kostte twaalf jaar om het doek te restaureren.

Andries Pels (Amsterdam, oktober 1631 - aldaar, 3 juli 1681) was de auteur van enkele vertaalde toneelstukken en boeken over toneel- en dichtkunst. Daarnaast schreef hij Didoos Doot, gebaseerd op Vergilius, en Julfus. Vanwege zijn commentaar op toneelschrijvers en dichtkunst werd hij aangevallen door Joannes Antonides van der Goes en Joan Pluimer, voormalige leden of bezoekers van literaire gezelschap Nil Volentibus Arduum (Niets is moeilijk voor hen die willen), waarvan prinsgezinde Pels de woordvoerder was.

## Leven
Pels was de derde zoon van een welgesteld koopman in de Straathandel en op West-Indië, Andries Pels (1591-1666) en Catharina Vegelmans (1599-1669). Hij werd advocaat, en trad aan als vooraanstaand lid van het dichtgenootschap Nil Volentibus Arduum (Niets is te moeilijk voor hen die willen) dat in 1669 opgericht werd door hem en Lodewijk Meyer. Pels was op orde en regelmaat gesteld en weigerde na 1672 Franse wijn te drinken. Aanvankelijk werd er vergaderd bij een uitgever op de N.Z. Voorburgwal en op het Singel, mogelijk bij Pels thuis; vanaf 1676 bij de schilder Gerard de Lairesse, toen woonachtig op de Nieuwmarkt. Govert Bidloo en Frans van Mieris kwamen regelmatig langs.
Het bedilzuchtig genootschap wilde vooral de kwaliteit van het toneel verbeteren door Frans-classicistische regels op te leggen.
Om deze reden schreef hij Quintus Horatius Flakkus Dichtkunst (1677) en de verhandeling Gebruik en misbruik des toneels (1681) in rijm. In 1677 werd de Schouwburg van Van Campen heropend en de helft van de nieuwe directeuren stond onder invloed van het NVA. Onder leiding van Joan Pluimer kwam een nieuw beleid tot stand, o.a. door het opvoeren van werken van Govert Bidloo, en opera.
Pels en de andere leden van Nil Volentibus Arduum keerden zich niet alleen tegen iedere verwijzing naar religie in de werken van Vondel, maar vooral tegen de spektakelstukken van Jan Vos en de kluchten van Bredero die veel succes hadden in de Amsterdamse Schouwburg. Het is een reactie op het platte en kluchtige realisme; men streefde naar weelde en voornaamheid en verspreiding van het Spinozisme. Gladheid en zoetvloeiendheid, het gladgepolijste vers, uiterlijke sierlijkheid en fijnheid van vorm ... wordt het summum van de dichtkunst. Pels klaagde over de neergang van de dichtkunst en vormen van kreupelrijm; hij beriep zich op Vondel, Pieter Cornelisz. Hooft en Horatius, die hun stukken baseerden op eenheid van tijd, handeling en plaats. Pels viel ook het werk van Rembrandt aan en noemde hem de eerste ketter in de schilderkunst. en vermeldde in een gedicht ...de slappe borsten, verwrongen handen ... en kousebanden om het been.
In januari 1686 liet Hermanus Amya bekendmaken dat de regenten van de Schouwburg van Van Campen, o.a. Pels, Meyer en Pluimer, in 1680 de administratie hebben verbrand of dat ermee was geknoeid. Een maand later is nog eens voor een notaris door getuigen verklaard, dat er indertijd door de Schouwburgregenten schandelijk is huisgehouden om de uitgaven voor een tuinfeest op de Keizersgracht, waar veel vrouwen waren uitgenodigd en oesters werden geserveerd, te verdoezelen.